# Viola d’amore

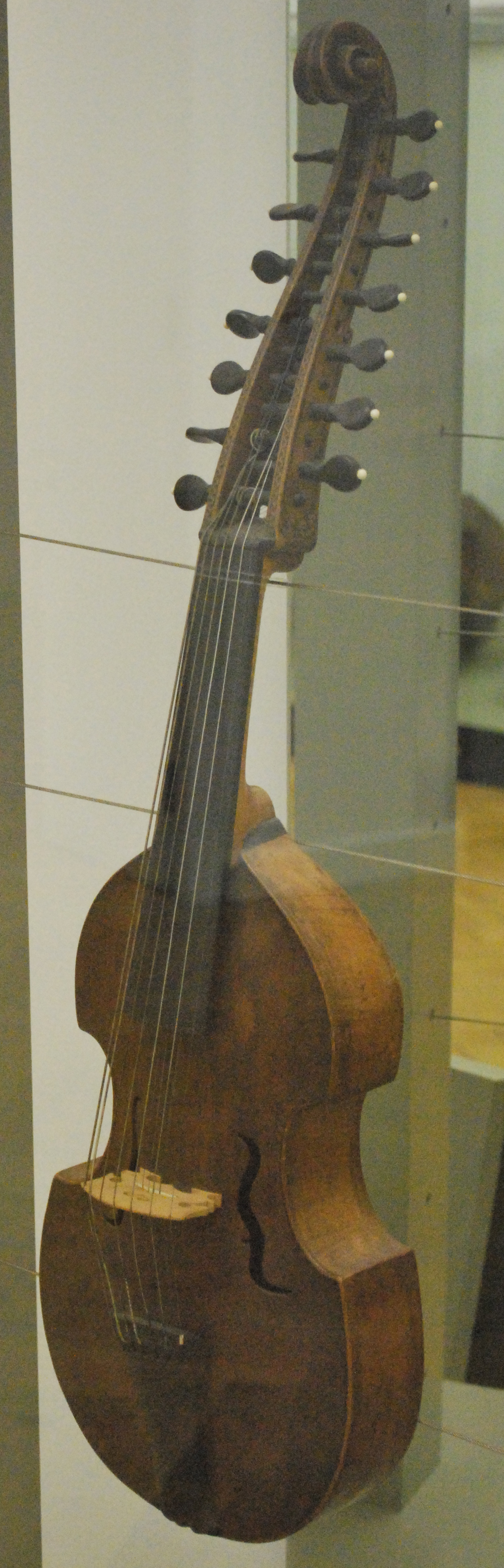
Die Viola d’amore des Füsseners Raphael Möst von 1643 gilt als ältestes erhaltenes Instrument der Gattung

Die Viola d’amore ist ein historisches Streichinstrument. Sie ist etwas länger und breiter als die Bratsche, wird beim Spielen aber gleich gehalten. Meist hat sie fünf bis sieben Spielsaiten und etwa genauso viele Resonanzsaiten.

## Bauform und Klang
Die älteste erhaltene Erwähnung des Namens Viola d’amore datiert von 1649, als der Hamburger Musiker Johann Ritter ihn in einem Brief erwähnte. 
Die Viola d’amore unterscheidet sich äußerlich von der Bratsche durch die verschnörkeltere Korpusform sowie die Anzahl der Saiten und deren Stimmung. Der Korpus steht strukturell dem der Viola-da-gamba-Familie näher, d. h. er hat wie diese stumpf auslaufende C-Bügel, C-Löcher statt F-Löcher, hängende Schultern und einen meist glatten, gelegentlich auch gewölbten Boden.
Die Spielsaiten der Viola d’amore bestehen meist aus Darm, die tiefen Saiten sind in der Regel umsponnen. Die Resonanzsaiten aus Messing oder Stahl befinden sich unterhalb des Griffbretts und geben der Viola d’amore einen silbrig-hellen Klang, der länger nachhallt als bei einer Violine und im 17. und 18. Jahrhundert, wie es der Name des Instruments ausdrückt, als „lieblich“ charakterisiert wurde. So beschreibt Johann Mattheson in seinem Das neu-eröffneten Orchestre (1713) das Instrument mit den Worten: „Die verliebte Viola d’Amore, Gall. Viole d’Amour, führet den lieben Nahmen mit der That / und will viel languissantes und tendres ausdrücken … Ihr Klang ist argentin oder silbern / dabey überaus angenehm und lieblich …“. Leopold Mozart schreibt in seiner Violinschule über die Viola d’amore: „Es ist eine besondere Art der Geigen, die, sonderlich bey der Abendstille, recht lieblich klinget.“ Zu dem Klang tragen auch die Resonanzsaiten bei, sofern es denn welche gibt. Den älteren, norddeutschen Instrumenten (z. B. Joachim Tielke, Hamburg; Christoph Meyer, Danzig) fehlen diese, während sie bei den zumeist jüngeren, süddeutschen eine typische Eigenheit darstellen.
Die Stimmung der Saiten war nie völlig einheitlich festgelegt und richtet sich üblicherweise nach dem jeweilig vorliegenden Musikstück. Meistens wurde das Instrument in D-Dur gestimmt (A-d-a-d′-fis′-a′-d″), aber auch d-fis-a-d′-fis′-a′-d″. Zur Vereinfachung des Spiels wird häufig die Skordatur eingesetzt, die Stimmung also den tonartlichen Anforderungen des gespielten Stücks angepasst.
Nach einer Blütezeit vom 17. Jahrhundert bis etwa zum Ende des 18. Jahrhunderts geriet sie zunehmend in Vergessenheit. Einige Instrumente wurden gar zu Bratschen umgebaut.

## Violino d’amore
Der Violino d’amore ist die kleinere Ausgabe der Viola d’amore. Das Instrument unterscheidet sich von der Violine durch Bauform, Stimmung und besonders durch seine Resonanzsaiten.

## Werke für Viola d’amore (Auswahl)
- Attilio Ariosti: einige Divertimenti als Lehrstücke, Kantaten
- Johann Sebastian Bach verwendet zwei in dem Arioso Nr. 19 und der Arie Nr. 20 seiner Johannespassion sowie in den Kantaten 36c und BWV 152
- Heinrich Ignaz Franz Biber: die VII. Sonate aus der Sammlung Harmonia artificiosa-ariosa
- Jean-Marie Leclair: Triosonate für Flöte, Viola d’amore und B.c.
- Carl Stamitz: 3 Solokonzerte und die „Marlborough Sonata“ in D-Dur für Viola d’amore und Violine oder Viola
- Georg Philipp Telemann: Konzert E-Dur für Flöte, Oboe d’amore, Viola d’amore, Streicher und B.c.
- Antonio Vivaldi: sechs Solokonzerte für Viola d’amore

Zu Beginn des 20. Jahrhunderts gab es eine kleine Renaissance der Viola d’amore.
In einigen Opern wird die Viola d’amore in Bühnenmusiken verwendet, so in
- Les Huguenots von Giacomo Meyerbeer
- Le jongleur de Notre-Dame von Jules Massenet
- Palestrina von Hans Pfitzner
- Madama Butterfly von Giacomo Puccini

Auch von modernen Komponisten gibt es Werke für Viola d’amore:
- Paul Hindemith (1895–1963): Kleine Sonate op. 25,2 für Viola d’amore und Klavier sowie Kammermusik Nr. 6 op. 46,1 für Viola d’amore und Kammerorchester.
- Frank Martin (1890–1974): Sonata da Chiesa für Viola d’amore und Orgel
- Johannes Fritsch (1941–2010): Violectra für Viola d’amore und Synthesizer
- Georg Friedrich Haas (* 1953): Solo for viola d'amore
- Garth Knox (* 1956): Solo Viola d’amore Vol. 5

Bibliografien der Literatur für Viola d’amore gibt es von Heinz Berck sowie Michael und Dorothea Jappe. Den norddeutschen Typ des Instruments beschreibt vor allem Kai Köpp in seinen Publikationen.

## Online-Partituren
- Partia von Mr. Grobe (um 1700) (Stimme in Skordatur): Noten und Audiodateien im International Music Score Library Project
- Suite: Recueil de piéces pour la Viola d’Amour (Sammlung von Stücken für Viola d’Amour) von Attilio Ariosti (1666–1729): Noten und Audiodateien im International Music Score Library Project
- Konzert in d-moll für Viola d’amore, Laute und Streicher RV 540 von Antonio Vivaldi (1678–1741)
- Markus Leo Goldis: Schule für die Viole d'Amour (1916): Noten und Audiodateien im International Music Score Library Project